# Kanurennsport-Europameisterschaften 2007
Die Kanurennsport-Europameisterschaften 2007 fanden in Pontevedra in Spanien statt. Es waren die 19. Europameisterschaften, Ausrichter war der Europäische Kanuverband ECA.

## Ergebnisse
Insgesamt wurden Wettbewerbe in 27 Kategorien ausgetragen, davon  9 für Frauen.

### Herren

#### Kanadier
| Disziplin | Disziplin | Gold                                                                                              | Leistung     | Silber                                                                                   | Leistung     | Bronze                                                                  | Leistung     |
| --------- | --------- | ------------------------------------------------------------------------------------------------- | ------------ | ---------------------------------------------------------------------------------------- | ------------ | ----------------------------------------------------------------------- | ------------ |
| C1        | 200 m     | Jevgenijus Šuklinas                                                                               | 41,969 s     | Maxim Opalew                                                                             | 42,092 s     | Jurij Tscheban                                                          | 42,132 s     |
| C1        | 500 m     | Andreas Dittmer                                                                                   | 1:54,540 min | Nikolai Lipkin                                                                           | 1:54,613 min | David Cal                                                               | 1:55,733 min |
| C1        | 1000 m    | Attila Vajda                                                                                      | 4:04,429 min | Maxim Opalew                                                                             | 4:07,712 min | David Cal                                                               | 4:08,676 min |
| C2        | 200 m     | LitauenTomas Gadeikis Raimundas Labuckas                                                          | 35,859 s     | RusslandIwan Schtyl Jewgeni Ignatow                                                      | 36,503 s     | DeutschlandTomasz Wylenzek Christian Gille                              | 36,775 s     |
| C2        | 500 m     | BelarusAljaksandr Bahdanowitsch Andrej Bahdanowitsch                                              | 1:59,188 min | RusslandSergei Ulegin Alexander Kostoglod                                                | 1:59,818 min | UngarnGyörgy Kozmann György Kolonics                                    | 2:00,454 min |
| C2        | 1000 m    | DeutschlandTomasz Wylenzek Christian Gille                                                        | 3:48,304 s   | UngarnGyörgy Kozmann György Kolonics                                                     | 3:48,574 min | BelarusAljaksandr Bahdanowitsch Andrej Bahdanowitsch                    | 3:50,087 min |
| C4        | 200 m     | RusslandNikolai Lipkin Yevgeniy Dorokhin Jewgeni Ignatow Iwan Schtyl                              | 35,150 s     | BelarusDzmitry Rabchanka Dzmitry Vaitsishkin Aliaksandr Vauchetski Kanstantsin Shcharbak | 35,456 s     | UngarnMárton Joób Pál Sarudi Gábor Horváth Péter Balázs                 | 35,889 s     |
| C4        | 500 m     | BelarusAndrej Bahdanowitsch Aljaksandr Bahdanowitsch Aliaksandr Zhukouski Aliaksandr Kurliandchyk | 1:38,376 min | PolenMarcin Grzybowski Łukasz Woszczyński Arkadiusz Tonski Paweł Skowroński              | 1:39,286 min | DeutschlandThomas Lück Robert Nuck Stefan Holtz Sebastian Brendel       | 1:39,359 min |
| C4        | 1000 m    | BelarusDzmitry Rabchanka Dzmitry Vaitsishkin Aliaksandr Vauchetski Kanstantsin Shcharbak          | 3:30,666 min | UngarnMárton Metka Róbert Mike Gábor Balázs Mátyás Sáfrán                                | 3:31,229 min | RumänienNicolae Flocea Silviu Simioncencu Andrei Cuculici Iosif Chirilă | 3:34,439 min |

#### Kajak
| Disziplin | Disziplin  | Gold                                                               | Leistung     | Silber                                                                            | Leistung     | Bronze                                                               | Leistung     |
| --------- | ---------- | ------------------------------------------------------------------ | ------------ | --------------------------------------------------------------------------------- | ------------ | -------------------------------------------------------------------- | ------------ |
| K1        | 200 Meter  | Jonas Ems                                                          | 36,796 s     | Marek Twardowski                                                                  | 37,119 s     | Gergely Gyertyános                                                   | 37,432 s     |
| K1        | 500 Meter  | Tim Brabants                                                       | 1:42,653 min | Anders Gustafsson                                                                 | 1:42,905 min | Marek Twardowski                                                     | 1:43,450 min |
| K1        | 1000 Meter | Eirik Verås Larsen                                                 | 3:39,179 min | Tim Brabants                                                                      | 3:40,342 min | Zoltán Benkő                                                         | 3:41,742 min |
| K2        | 200 Meter  | BelarusWadsim Machneu Raman Petruschenka                           | 33,664 s     | DeutschlandTim Wieskötter Ronald Rauhe                                            | 33,669 s     | SerbienOgnjen Filipović Dragan Zorić                                 | 33,915 s     |
| K2        | 500 Meter  | DeutschlandTim Wieskötter Ronald Rauhe                             | 1:33,906 min | BelarusWadsim Machneu Raman Petruschenka                                          | 1:34,436 min | PolenAdam Wysocki Tomasz Mendelski                                   | 1:36,235 min |
| K2        | 1000 Meter | UngarnGábor Kucsera Zoltán Kammerer                                | 3:21,174 min | DeutschlandRupert Wagner Andreas Ihle                                             | 3:21,867 min | FrankreichCyrille Carre Philippe Colin                               | 3:21,957 min |
| K4        | 200 Meter  | SerbienOgnjen Filipović Dragan Zorić Bora Sibinkic Milan Đenadić   | 31,088 s     | BelarusRaman Petruschenka Aljaksej Abalmassau Dziamyan Turchyn Wadsim Machneu     | 31,498 s     | UngarnViktor Kadler Gergely Gyertyános István Beé Balázs Babella     | 31,708 s     |
| K4        | 500 Meter  | SlowakeiJuraj Tarr Richard Riszdorfer Michal Riszdorfer Erik Vlček | 1:25,210 min | BelarusRuslan Bichan Dzianis Zhyhadla Siarhei Findziukevich Stanislau Strelchanka | 1:26,729 min | UngarnAttila Boros Gábor Bozsik Attila Csamango Márton Sík           | 1:26,829 min |
| K4        | 1000 Meter | SlowakeiRichard Riszdorfer Michal Riszdorfer Erik Vlček Juraj Tarr | 3:02,812 min | UngarnÁkos Vereckei Roland Kökény Gábor Horváth Lajos Gyökös                      | 3:03,372 min | PolenMarek Twardowski Adam Seroczyński Tomasz Mendelski Adam Wysocki | 3:03,812 min |

### Frauen

#### Kajak
| Disziplin | Disziplin  | Gold                                                                           | Leistung     | Silber                                                             | Leistung     | Bronze                                                                          | Leistung     |
| --------- | ---------- | ------------------------------------------------------------------------------ | ------------ | ------------------------------------------------------------------ | ------------ | ------------------------------------------------------------------------------- | ------------ |
| K1        | 200 Meter  | Nataša Janić                                                                   | 42,459 s     | Anne Rikala                                                        | 43,448 s     | Inna Osipenko-Radomska                                                          | 43,468 s     |
| K1        | 500 Meter  | Katrin Wagner-Augustin                                                         | 1:53,985 min | Katalin Kovács                                                     | 1:54,598 min | Anne Rikala                                                                     | 1:55,218 min |
| K1        | 1000 Meter | Sofia Paldanius                                                                | 4:08,410 min | Katalin Kovács                                                     | 4:09,490 min | Friederike Leue                                                                 | 4:09,530 min |
| K2        | 200 Meter  | DeutschlandNicole Reinhardt Fanny Fischer                                      | 39,170 s     | SlowakeiMartina Kohlová Ivana Kmeťová                              | 39,356 s     | UngarnMelinda Patyi Tímea Paksy                                                 | 39,896 s     |
| K2        | 500 Meter  | UngarnTímea Paksy Dalma Benedek                                                | 1:46,714 min | DeutschlandNicole Reinhardt Fanny Fischer                          | 1:47,191 min | PolenMonika Borowicz Dorota Kuczkowska                                          | 1:47,984 min |
| K2        | 1000 Meter | UngarnDanuta Kozák Gabriella Szabó                                             | 3:51,404 min | PolenMałgorzata Chojnaczka Ewelina Wojnarowska                     | 3:51,444 min | SchwedenEmma Andersson Annika Andersson                                         | 3:54,970 min |
| K4        | 200 Meter  | DeutschlandKatrin Wagner-Augustin Maren Knebel Conny Waßmuth Carolin Leonhardt | 37,202 s     | UngarnKatalin Kovács Tímea Paksy Melinda Patyi Krisztina Fazekas   | 37,312 s     | SchwedenAnna Karlsson Josefin Nordlöw Sofia Paldanius Karin Johansson           | 37,892 s     |
| K4        | 500 Meter  | DeutschlandKatrin Wagner-Augustin Maren Knebel Conny Waßmuth Carolin Leonhardt | 1:38,553 min | UngarnKatalin Kovács Tímea Paksy Melinda Patyi Krisztina Fazekas   | 1:40,027 min | PolenSandra Pawelczak Aneta Konieczna Małgorzata Chojnaczka Ewelina Wojnarowska | 1:34,274 min |
| K4        | 1000 Meter | UngarnAlexandra Keresztesi Dalma Benedek Krisztina Fazekas Tímea Paksy         | 3:27,060 min | DeutschlandFrederike Leue Marina Schuck Judith Hörmann Gesine Ruge | 3:29,613 min | ItalienAlice Fagioli Alessandra Galiotto Fabiana Sgroi Stefania Cicali          | 3:29,726 min |

## Medaillenspiegel
| Platz  | Land                   | Gold | Silber | Bronze | Gesamt |
| ------ | ---------------------- | ---- | ------ | ------ | ------ |
| 1      | Deutschland            | 8    | 4      | 3      | 15     |
| 2      | Ungarn                 | 6    | 7      | 7      | 20     |
| 3      | Belarus                | 4    | 4      | 1      | 9      |
| 4      | Slowakei               | 2    | 1      | 0      | 3      |
| 5      | Litauen                | 2    | 0      | 0      | 2      |
| 6      | Russland               | 1    | 5      | 0      | 6      |
| 7      | Schweden               | 1    | 1      | 2      | 4      |
| 8      | Vereinigtes Königreich | 1    | 1      | 0      | 2      |
| 9      | Serbien                | 1    | 0      | 1      | 2      |
| 10     | Norwegen               | 1    | 0      | 0      | 1      |
| 11     | Polen                  | 0    | 3      | 5      | 8      |
| 12     | Finnland               | 0    | 1      | 1      | 2      |
| 13     | Spanien                | 0    | 0      | 2      | 2      |
| 13     | Ukraine                | 0    | 0      | 2      | 2      |
| 15     | Frankreich             | 0    | 0      | 1      | 1      |
| 15     | Italien                | 0    | 0      | 1      | 1      |
| 15     | Rumänien               | 0    | 0      | 1      | 1      |
| Gesamt |                        | 27   | 27     | 27     | 81     |